# Resolución 1465 del Consejo de Seguridad de las Naciones Unidas
La resolución 1465 del Consejo de Seguridad de las Naciones Unidas, aprobada unánimemente el 13 de febrero de 2003, después de reafirmar la resolución 1373 (2001), y la necesidad de combatir por todos los medios las amenazas a la paz y la seguridad internacionales creadas por actos terroristas, condenó el atentado con bomba cometido en Bogotá, Colombia, el 7 de febrero de 2003, que cobró un gran número de vidas y heridos, y consideró que ese acto constituye una amenaza a la paz y la seguridad.
La resolución expresó su profundo pesar y condolencias al pueblo y al gobierno de la Colombia y a las víctimas del atentado y sus familias e instó a todos los Estados a que, de conformidad con las obligaciones que le competen en virtud de la resolución 1373, cooperasen con las autoridades colombianas en sus esfuerzos para identificar y llevar ante la justicia a los perpetradores, organizadores y patrocinadores del ataque terrorista.
Finalmente, expresó su determinación de combatir todas las formas de terrorismo.